# Paul Goerz
Christian Paul Goerz (* 7. Januar 1896 in Berlin; † 20. November 1952) war ein deutscher Manager.
Der Sohn des Kommerzienrates Carl Paul Goerz nahm unmittelbar nach bestandenem Abitur am Ersten Weltkrieg teil und studierte anschließend an der Technischen Hochschule Berlin, wo er zum Dr.-Ing. promovierte. 1921 übernahm er die Leitung der Optischen Anstalt C. P. Goerz in Berlin-Friedenau, Rheinstraße 45–46 (ab 1926 Teil der Zeiss Ikon AG) und später des bereits 1918 errichteten „Goerzwerkes“ in Berlin-Zehlendorf, Goerzallee 299.
1929 wurde er Vorstandsvorsitzender der mit Beteiligung der Stuttgarter Robert Bosch AG (seit 1937 eine GmbH) neu gegründeten Fernseh AG (ab Oktober 1939 Fernseh GmbH), die im Goerzwerk ihren Sitz hatte. Ab 1932 war er Leiter der (noch inoffiziellen) Bosch-Tochter Ideal-Werke AG in Berlin-Hohenschönhausen (ab Dezember 1938: Blaupunkt-Werke GmbH, Berlin-Wilmersdorf). Spätestens im Juni 1935 wurde er Vorsitzender der Fachgruppe 4 (Rundfunk) der Wirtschaftsgruppe Elektroindustrie.
1935 reduzierte die Reichspost ihre Unterstützung der Fernseh AG, da diese teilweise ausländische Inhaber hatte. Joseph Goebbels ernannte ihn 1935 zum Mitglied des Reichskultursenats.
Paul Goerz wurde am 26. August 1939 zur Kriegsmarine eingezogen, bereits 1941 nach einer auf dem Schweren Kreuzer Blücher erlittenen schweren Rückenverletzung wieder entlassen und nahm seinen alten Posten als Blaupunkt-Geschäftsführer wieder ein.
Nach Kriegsende war er vom 28. Juni bis 20. Juli 1945 zum Verhör in Großbritannien. Ein Jahr nach seiner Rückkehr musste Goerz von seiner Position bei Blaupunkt am 23. Juli 1946 zurücktreten, da er als ehemaliger Wehrwirtschaftsführer keine leitende Stellung in der Industrie oder einer Firma mit mehr als 20 Angestellten mehr innehaben durfte.